# Mamen Peris Navarro
Mamen (María del Carmen) Peris Navarro (Alboraia, 1967) és una política i advocada valenciana, actualment síndica portaveu de Ciutadans - Partit de la Ciutadania a les Corts Valencianes.
Llicenciada en Dret per la Universitat de València i advocada en exercici des de 1991, Mamen Peris inicia la seua carrera política com a regidora del govern d'Alboraia (l'Horta Nord) el 2007 quan va ser triada amb les llistes del Partit Popular (PP). Peris no finalitzà la legislatura per discrepàncies amb l'aleshores alcalde Manuel Álvaro i lidera una escissió, la Unió Popular d'Alboraia (UPPA) amb que torna a ser elegida regidora a les eleccions de 2011 i facilita l'alcaldia al PSPV-PSOE gràcies a un acord entre aquests partits més Compromís i un quart partit també d'àmbit local (Cialbo). Mamen Peris va fer-se càrrec de la regidoria d'Hisenda i va centrar la seua acció alleugerir el deute de l'ajuntament i denunciar les irregularitats comeses per l'anterior govern del PP.
A les següents eleccions locals, les de 2015, es va presentar sota les sigles de Ciutadans, partit on s'havia integrat la seua formació UPPA. Peris renova l'acta de regidora tot i que la seua formació no va participar del govern socialista i a més a més és triada diputada provincial a la Diputació de València.
El 2019 dona el salt a la política nacional valenciana com a diputada a les Corts Valencianes per la circumscripció de València on exerceix de síndica adjunta de Ciutadans fins que substitueix a la Síndica Ruth Merino arran de la dimissió d'aquesta el gener de 2023.